# Połubeczki
Połubeczki (lit. Palubėliai) − wieś na Litwie, w rejonie wileńskim, 0,5 km na zachód od Kowalczuków, zamieszkana przez 24 ludzi.

## Historia
W dwudziestoleciu międzywojennym leżały w Polsce, w województwie wileńskim, w powiecie wileńsko-trockim, w gminie Szumsk.
Po II wojnie światowej w granicach Związku Sowieckiego. Od 1991 na niepodległej Litwie.